# 丛枝黑粉菌科
丛枝黑粉菌科（学名：Georgefischeriaceae）为担子菌门外担菌纲丛枝黑粉菌目的一个科。该科的物种主要分布于暖温带地区和旧大陆的热带地区。

## 下级分类
本科包括以下属：
- 丛枝黑粉菌属 Georgefischeria
- 詹姆斯黑粉菌属 Jamesdicksonia Thirum., Pavgi & Payak